# D 020 (Türkei)
Die Straße D 020 (Devlet yolu 020) ist eine insgesamt 400 km lange Straße in der Türkei. 

## Verlauf
Der Westteil der Straße in der europäischen Türkei zweigt rund 10 km östlich von Edirne von der Straße D 100 (Europastraße 80) ab und führt nördlich von dieser durch Ostthrakien  nach Kırklareli, wo sie die Straße D 555 (Europastraße 87) kreuzt. Sie führt weiter über Pınarhisar (Querung der Straße D 565), Vize, Saray (Abzweig der Straße D 567 nach Silivri am Marmarameer) und Arnavutköy nach Kemerburgaz am Rand von Istanbul an der Stadtautobahn Otoyol 2.
Der Ostteil in der asiatischen Türkei beginnt im Istanbuler Vorort Sultanbeyli, führt in Şile an die Küste des Schwarzen Meers und weiter meist abseits der Küste nach Kandıra, wo die D 605 kreuzt. In Kaynarca wendet sich die Straße nach Süden und erreicht schließlich Adapazarı, wo sie an der D 100 endet.